# モーディア
モーディア（MODEA）は、株式会社ロス・エンタテインメントのモデル事業部として北海道札幌市に本社を置く日本のモデルエージェンシーである。イベントコンパニオンなどのキャスティング事業も行っている。2001年4月設立。日本モデルエージェンシー協会会員社。

## 概要
- 2001年4月に設立。主に北海道を中心に活動するモデル・タレントを育成しており、他事務所との業務提携等も積極的に行っている。これまでにタレントのあべみほ、CanCam→AneCanモデル出身の堀内葉子、元プラチナムプロダクション所属の杉澤友香、minaレギュラーモデルの高田秋、ボン イマージュの能戸利香などを輩出してきた。
- 各所属者は雑誌・広告・テレビ出演に加え、ファッションショーを始めとしたイベントへの出演など等、多方面での活動を行っている。

## 主な所属者

### 女性
- 大下菜織 - 札幌モーターショーガール（2012年）
- 佐々木このみ - 京王プラザホテル札幌ブライダル契約、TVCM多数、札幌コレクション他ファッションショー多数出演
- 菅原マヤ - 第14回全日本国民的美少女コンテストモデル部門賞受賞・2016札幌コレクション出演他・オスカープロモーション業務提携
- 岡内まりさ - TVCM多数出演他
- 能戸利香 - 2016札幌コレクション出演・TVCM多数出演他、2016Amazon Fashion Week TOKYO出演
- 米川由莉 - 2011年ミス・ユニバース・ジャパン北海道大会・札幌モーターショーガール（2014年）
- 吉原美波 - 2018〜2019ミス北海道米
- 折目帆香 - 2019〜2020ミス北海道米
- 高岡由衣 - 2020〜2021ミス北海道米
- MAO - UHBいっとこ! みんテレ
- 木村真穂 - UHB「いっとこ! みんテレ」、「WE CAMP！」レギュラー出演中
- 池田彩夏 - UHBいっとこ! みんテレレギュラー出演
- 道地恵美子 - HBC「ブラキタ」
- 岡田絵里奈 - STVマハトマパンチ出演他
- 清水来美 - オスカープロモーション業務提携
- 佐藤悦子 - STVジョシスタ出演
- 岡星空
- 山田かおり
- 中村夏音 - HBC「ブラキタ」、UHB「WE CAMP！」出演
- 濱木琴音 - HBC「ブラキタ」「夜のブラキタ」、UHB「＆sauna」、NHK「179～あなたのマチにおじゃまします～」出演
- 鈴木衣央菜
- 矢島花菜子
- 佐藤リリー - ホテルモントレ札幌ブライダル契約
- 川村奈美
- 瀬戸好
- 中村めぐみ
- 山川優樹
- 小川結愛 - SAPPORO COLLECTION 2022 S/S,A/W
- 斉藤はな - オスカープロモーション業務提携
- 柴田桃花 - オスカープロモーション業務提携
- 葛西文奈
- 濱野ななみ
- 斉藤瑞代
- 柴田亜哉 - タイクーン業務提携
- アンヌ遙香（小林悠）[2]

### 男性
- 手塚裕警 - TVCM多数出演他
- 岡原和輝
- 高橋博載
- 菊池涼介
- 泉健太
- 熊澤雄也

### 女性
- 徳村里菜 - HBC「ブラキタ」「夜のブラキタ」「グッチーな!」出演中、STV「真夜中のイイね」「マハトマパンチ」、TVH旅コミ北海道じゃらんdeGO!、TVCM多数出演他
- 佐藤かなん - 2018〜2019ミス北海道米
- 佐藤朋美 - HTB「イチモニ!土曜版」
- 南部はずき - HBC「グッチーな!」
- 中島由貴
- 三浦菜摘
- 松本彩

### 男性
- 奥山瑞樹